# Rubcowsk
Rubcowsk (ros. Рубцовск) – miasto w azjatyckiej części Rosji, w Kraju Ałtajskim, centrum administracyjne rejonu rubcowskiego.
Miasto położone w południowej części Kraju Ałtajskiego, na brzegu rzeki Alej, dopływu Obu, 318 km od Barnaułu. 

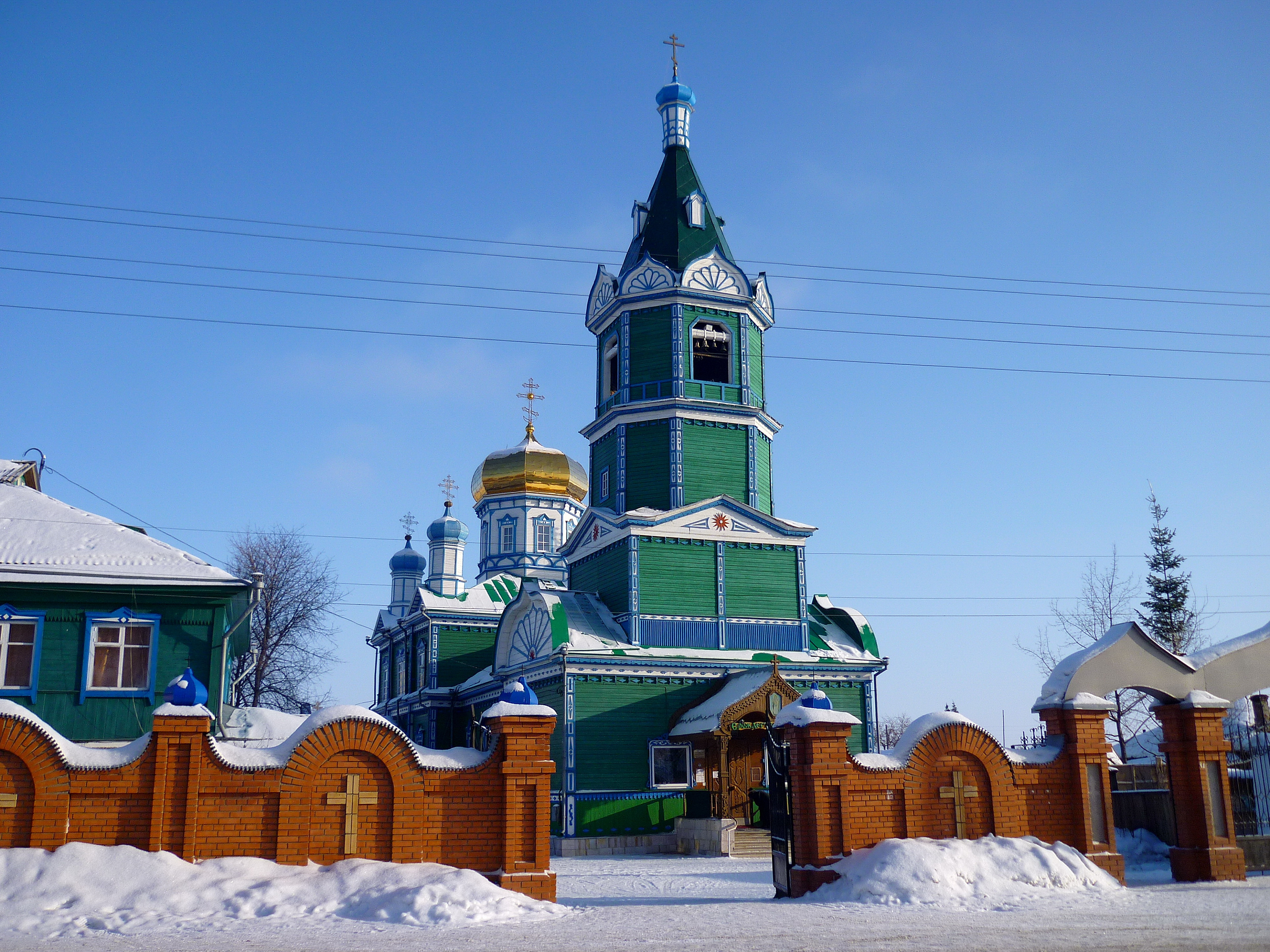
Cerkiew św. Michała Archanioła

Założony w 1886 jako osada Rubcowo (Рубцово) w pobliżu Ołowianisznikowa (Оловянишниково) i Połowinkino (Половинкино). W 1913 przekształcony w osadę kolejową, od 1927 status miasta. Przez miasto przechodzi linia kolejowa Nowosybirsk – Semej. Rozwój miasta w okresie II wojny światowej na bazie przemysłu ewakuowanego z europejskiej części Rosji, dzięki czemu stał się jednym z centrów przemysłowych w Zachodniej Syberii. W mieście działają dwie linie trolejbusowe.
W 1942 roku w mieście uruchomiono dużą Ałtajską Fabrykę Ciągników (ATZ), obecnie Ałtajskij Traktor.

## Miasta partnerskie
- Grants Pass